# SN 2014A
SN 2014A – supernowa należąca do typu IIP odkryta 1 stycznia 2014 w ramach programu Lick Observatory Supernova Search.

## Nazwa
Akronim „SN” oznacza po prostu „supernowa”, liczba „2014” to rok odkrycia, a litera „A” oznacza, że była to pierwsza supernowa odkryta w 2014.

## Odkrycie
Supernowa została odkryta przez zespół, w skład którego wchodzili H. Kim, W. Zheng, W. Li i A. V. Filippenko z University of California, Berkeley oraz S. B. Cenko z Goddard Space Flight Center działający w ramach programu Lick Observatory Supernova Search. Poprzednie zdjęcie galaktyki NGC 5054, w której wybuchła gwiazda, pochodziło z czerwca 2013, porównanie zdjęć z czerwca 2013 i 1 stycznia 2014 ujawniło pojawienie się supernowej, która w momencie jej odkrycia miała jasność 16,4m. Odkrycie otrzymało tymczasowe oznaczenie PSN J13165936-1637570, a po potwierdzeniu odkrycia otrzymało ono oficjalne oznaczenie SN 2014A.

## Charakterystyka
Supernowa należała do typu IIP. W galaktyce, w której wybuchła, NGC 5054, wcześniej odkryto inną supernową SN 2004ab.